# Seki-kawa
Le fleuve Seki (関川, Seki-kawa) est un cours d'eau du Japon qui traverse les deux préfectures de Nagano et Niigata.

## Géographie
Long de 64 km, le fleuve Seki s'écoule dans le sud-ouest de la préfecture de Niigata et le nord de la préfecture de Nagano, sur l'île de Honshū, au Japon. Il prend sa source sur les pentes du versant sud du mont Niigata-Yake (2 400 m) dans le parc national Myōkō-Togakushi Renzan,. Son parcours traverse principalement, d'ouest en est puis du sud au nord, les deux villes de Myōkō et Jōetsu dans la préfecture de Niigata. Son embouchure est située dans l'ouest de Jōetsu, en mer du Japon.
Le bassin versant du fleuve Seki s'étend sur 1 140 km2 et comprend les villes de Jōetsu et Myōkō et, dans la préfecture de Nagano, le bourg de Shinano et les villes de Nagano et Iiyama,.

## Affluents
Les rivières Ōtagiri (ja) et Shirotagiri prennent leur source au mont Myōkō. S'écoulant vers l'est, le long du versant est du volcan, elles rejoignent la rive gauche du fleuve Seki, dans la ville de Myōkō,.

## Catastrophes naturelles

### Inondations de 1964
En juillet 1964, le passage d'un cyclone tropical sur le nord de la région de Kōshinetsu engendre des inondations qui provoquent l'endommagement de plus de 1 500 habitations, dévastent 1 925 ha de terres cultivées et font une victime.

### Inondations de 1985
Le 8 juillet 1985, un front météorologique engendre de fortes précipitations qui provoquent le débordement du fleuve Seki. Dans le bassin versant du cours d'eau, 2 245 habitations sont endommagées et 2 100 ha de terres agricoles sont dévastés.